# Рахмонова, Сайли
Сайли Рахмонова (6 января 1947 года, кишлак Сасык-Булак, Джиргатальский район, Гармская область, Таджикская ССР) — бригадир совхоза «Кызылсу» Джиргатальского района Таджикской ССР. Герой Социалистического Труда (1986). Депутат Верховного Совета СССР 9-го и 10-го созывов.

## Биография
Родилась 6 января 1947 года в крестьянской семье в кишлаке Сасык-Булак Мургабского района (сегодня — село Чашмасор района Лахш). Окончила среднюю школу № 12. С 1963 года трудилась пионервожатой в родной школе, потом заведовала яслями (1967—1968). С 1968 года — рядовая колхозница, с 1971 года — бригадир полеводческой бригады в колхозе «Лахш» (позднее — «Кызылсу») Лахшского района. В 1969 году вступила в КПСС.
Бригада под её руководством ежегодно показывала высокие трудовые результаты в картофелеводстве, неоднократно занимала передовые позиции в социалистическом соревновании. За выдающиеся трудовые достижения была награждена в 1982 году Орденом Ленина.
Указом Президиума Верховного Совета СССР от 24 июля 1986 года удостоена звания Героя Социалистического Труда за «достижение выдающихся результатов в выполнении заданий одиннадцатой пятилетки и социалистических обязательств, получение высоких и устойчивых урожаев картофеля и проявленный трудовой героизм» с вручением ордена Ленина и золотой медали «Серп и Молот».
Избиралась депутатом Верховного Совета СССР 9-го и 10-го созывов, в 1976 года — делегатом XXV съезда КПСС и в 1986 году — делегатом XX съезда Компартии Таджикистана.
Проживала в Джиргатальском районе.
Награды
- Герой Социалистического Труда
- Орден Ленина — дважды (30.03.1982; 1986)
- Орден Октябрьской Революции (25.12.1976)
- Орден Трудового Красного Знамени (10.12.1973)

## Память
- В честь нее в 2022 г. был переименован сельский джамоат Алга Лахшского района в Сайлиободский джамоат.